# ゲルハルト・ヘッセンベルク
ゲルハルト・ヘッセンベルク（独: Gerhard Hessenberg、ドイツ語発音: [ˈgɛʁ.hart ˈhɛsənˌbɛrk]、1874年8月16日 – 1925年11月16日
）は、ドイツの数学者。射影幾何学、微分幾何学、集合論の分野を扱った。

## 経歴
1899年ベルリン大学にて、ヘルマン・シュヴァルツとラザルス・フックスの下で Ph.D. を獲得した。
彼は主に射影幾何学の分野において知られる。デザルグの定理はパップスの六角形定理から導くことができることを証明した。微分幾何学の分野では接続の概念を導入した。集合論の分野では順序数のヘッセンベルク和とヘッセンベルク積、ヘッセンベルクの定理が彼の名を冠している。
ヘッセンベルク行列はゲルハルトではなく、カール・ヘッセンベルクの名を取っている。
1908年、ローマの国際数学者会議で招待講演を行った。1916年、レオポルディーナメンバーに選出された。

## 出版物
- Ebene und sphärische Trigonometrie ((several editions) ed.). Berlin: de Gruyter
- “Grundbegriffe der Mengenlehre”. Abhandlungen der Friesschen Schule 1:  478–706. (also in book form as a separate publication from Verlag Vandenhoeck und Ruprecht, Göttingen 1906).
- Grundlagen der Geometrie (2nd ed.). Berlin: de Gruyter. (1967) 1st ed. Leipzig: B. G. Teubner. (1930)[5]
- Transzendenz von e und π. Ein Beitrag zur höheren Mathematik vom elementaren Standpunkte aus. New York. (1965) (unaltered reprint of the Teubner edition of 1912).[6]
- Vom Sinn der Zahlen. Tübingen/ Leipzig. (1922)